# برانيس
برانيس بلدة وبلدية تابعة لدائرة جمورة في ولاية بسكرة بالجزائر.